# Favières (Somme)
Favières (picardisch: Faviére) ist eine nordfranzösische Gemeinde mit 454 Einwohnern (Stand 1. Januar 2022) im Département Somme in der Region Hauts-de-France. Die Gemeinde liegt im Arrondissement Abbeville und ist Teil der Communauté de communes Ponthieu-Marquenterre und des Kantons Rue.

## Geographie
Die an die Somme-Bucht angrenzende Gemeinde liegt südlich an Rue anschließend und östlich von Le Crotoy im Marschengebiet der Sommemündung im Marquenterre. Zu ihr gehören die Weiler Le Hamelet und Le Marais. Durch den Süden der Gemeinde verläuft die Meterspurbahn von Noyelles-sur-Mer nach Le Crotoy mit einem Haltepunkt, die als Chemin de Fer de la Baie de Somme als touristische und Museumseisenbahn betrieben wird. Das Gemeindegebiet liegt im Regionalen Naturpark Baie de Somme Picardie Maritime.

## Geschichte
Der Ort wird mit seiner Kirche im Jahr 1138 genannt. Die Hälfte der Herrschaft gehörte dem Kapitel von Saint-Wulfran. Später gehörte ein Teil der Gemeinde der Abtei Saint-Valéry.

## Einwohner
| 1962 | 1968 | 1975 | 1982 | 1990 | 1999 | 2006 | 2011 |
| ---- | ---- | ---- | ---- | ---- | ---- | ---- | ---- |
| 490  | 438  | 379  | 403  | 406  | 405  | 453  | 462  |

## Sehenswürdigkeiten

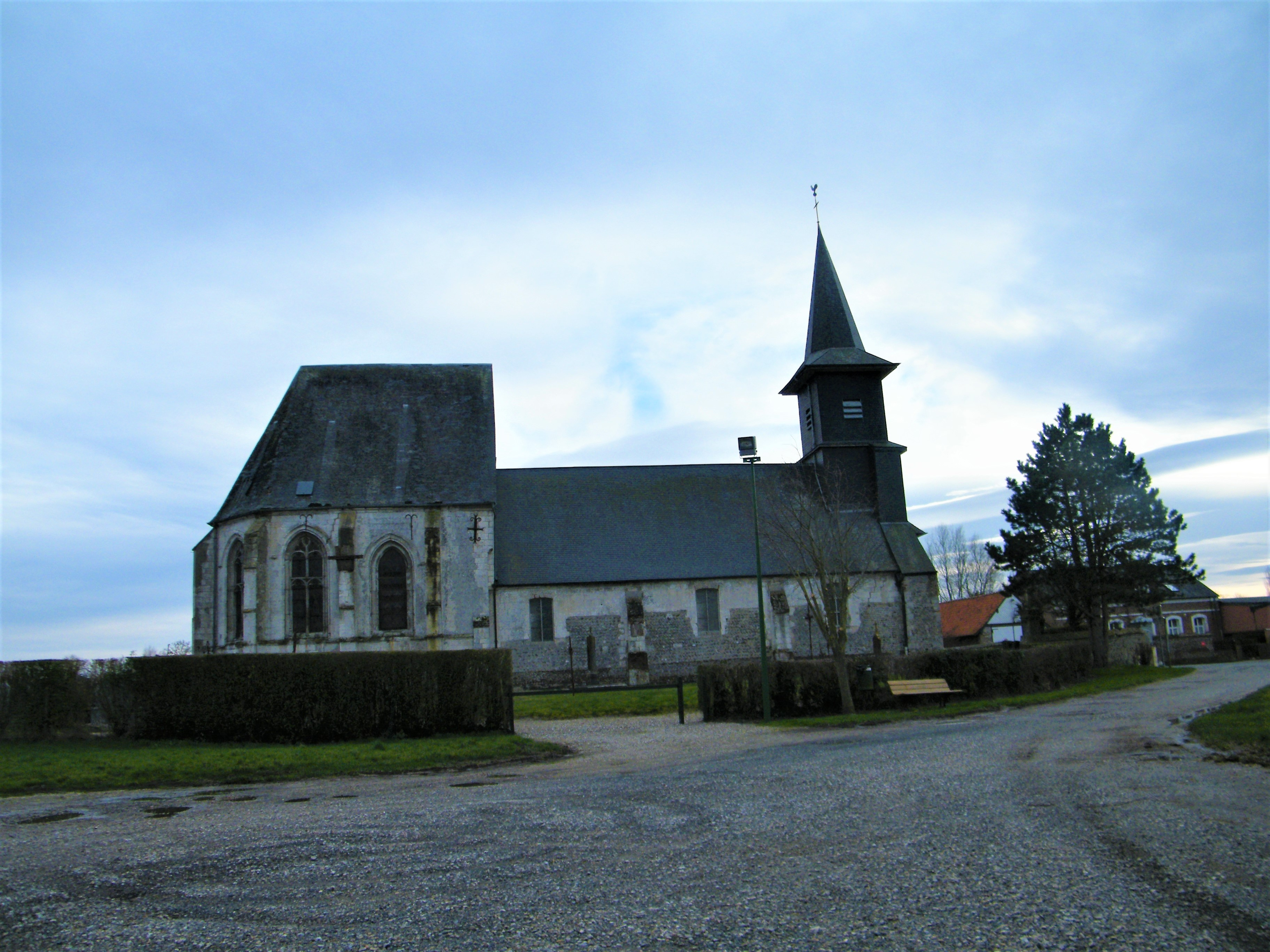
Kirche Saint-Jean-Baptiste

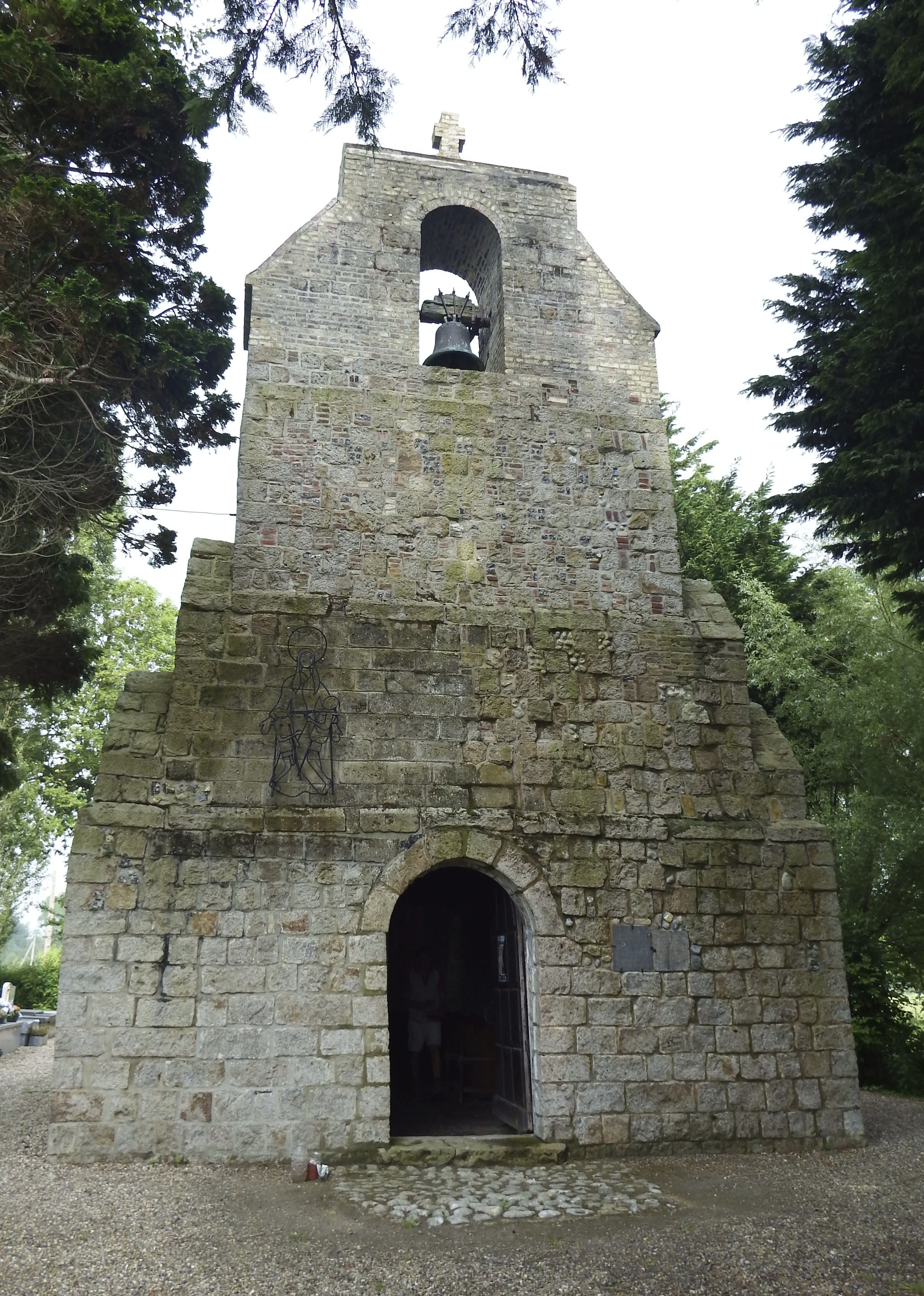
Kapelle Saint-Corneille in Hamelet

- Kirche St-Jean-Baptiste[1]
- Kapelle-St-Corneille in Hamelet[2]
- Kriegerdenkmal

## Persönlichkeiten
In Favières wurden die Brüder Gaston Caudron und René Caudron, Gründer der Caudron-Flugzeugwerke in Rue, geboren.